# Masse réduite

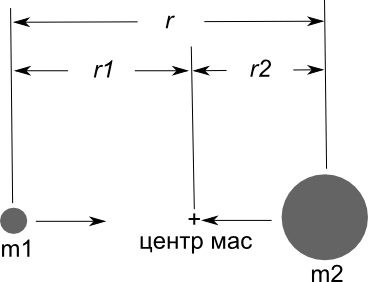
Réduction du problème à deux corps au problème à un seul corps.

En physique, la masse réduite est la masse attribuée à l'objet fictif mis en œuvre dans la simplification des problèmes d'interaction de deux corps de la mécanique newtonienne.
On note habituellement la masse réduite par la lettre grecque μ et ses unités SI sont les mêmes que celles de la masse : les kilogrammes (kg).

## Équations

### Problème à deux corps
Soit deux particules en interaction mutuelle, l'une de masse {\displaystyle m_{1}} et l'autre de masse {\displaystyle m_{2}}, le mouvement de ces deux masses peut être réduit au mouvement d'une seule particule de masse (réduite) {\displaystyle \mu } :
{\displaystyle \mu ={1 \over {{1 \over m_{1}}+{1 \over m_{2}}}}={{m_{1}m_{2}} \over {m_{1}+m_{2}}}\ .}
La force appliquée sur cette masse est la résultante des forces entre les masses initiales. Le problème est alors résolu mathématiquement en remplaçant les masses comme suit:
{\displaystyle m_{1}\rightarrow \mu }
et
{\displaystyle m_{2}\rightarrow 0}

### Problème à N corps
La définition de masse réduite peut être généralisée au Problème à N corps:
{\displaystyle \mu =\left(\sum _{i=1}^{n}{\frac {1}{m_{i}}}\right)^{-1}}

### Approximation
Lorsque la masse {\displaystyle m_{1}} est très supérieure à la masse {\displaystyle m_{2}} la masse réduite est approximativement égale à la plus faible des masses :
{\displaystyle \mu ={{m_{1}m_{2}} \over {m_{1}+m_{2}}}\ ={{m_{1}m_{2}} \over {m_{1}}({1+{{m_{2}} \over {m_{1}}})}}\ ={{m_{2}} \over {1+{{m_{2}} \over {m_{1}}}}}\ \approx m_{2}}

## Dérivation
Les équations de la mécanique sont dérivées comme suit.

### Mécanique newtonienne
La deuxième loi de Newton permet d'exprimer la force exercée par la particule 2 sur la particule 1 comme
{\displaystyle \mathbf {F} _{12}=m_{1}\mathbf {a} _{1}.\!\,}
La force exercée par la particule 1 sur la particule 2 est
{\displaystyle \mathbf {F} _{21}=m_{2}\mathbf {a} _{2}.\!\,}
La troisième loi de Newton prévoit que le force exercée par la particule 2 sur la particule 1 est égale et opposée à la force exercée par la particule 1 sur la particule 2
{\displaystyle \mathbf {F} _{12}=-\mathbf {F} _{21}.\!\,}
Ainsi,
{\displaystyle m_{1}\mathbf {a} _{1}=-m_{2}\mathbf {a} _{2}.\!\,}
et
{\displaystyle \mathbf {a} _{2}=-{m_{1} \over m_{2}}\mathbf {a} _{1}.\!\,}
L'accélération relative arel entre les deux corps est donnée par
{\displaystyle \mathbf {a} _{\rm {rel}}=\mathbf {a} _{1}-\mathbf {a} _{2}=\left(1+{\frac {m_{1}}{m_{2}}}\right)\mathbf {a} _{1}={\frac {m_{2}+m_{1}}{m_{2}}}\mathbf {a} _{1}={\frac {\mathbf {F} _{12}}{\mu }}.}
Ceci permet de conclure que la particule 1 se déplace par rapport à la position de la particule 2 comme s'il s'agissait d'un corps de masse équivalente à la masse réduite.

### Mécanique lagrangienne
Le problème à deux corps est décrit en mécanique lagrangienne par le lagrangien suivant
{\displaystyle L={1 \over 2}m_{1}\mathbf {\dot {r}} _{1}^{2}+{1 \over 2}m_{2}\mathbf {\dot {r}} _{2}^{2}-V(|\mathbf {r} _{1}-\mathbf {r} _{2}|)\!\,}
où ri est le vecteur de position de la particule {\displaystyle i} (de masse mi) et V est une fonction d'énergie potentielle, qui ne dépend que de la distance entre les particules (condition nécessaire pour conserver l'invariance translationnelle du système). On définit
{\displaystyle \mathbf {r} =\mathbf {r} _{1}-\mathbf {r} _{2}}
et on positionne l'origine du système de coordonnées utilisé afin qu'il coïncide avec le centre de masse, ainsi
{\displaystyle m_{1}\mathbf {r} _{1}+m_{2}\mathbf {r} _{2}=0}.
De cette manière,
{\displaystyle \mathbf {r} _{1}={\frac {m_{2}\mathbf {r} }{m_{1}+m_{2}}},\mathbf {r} _{2}={\frac {-m_{1}\mathbf {r} }{m_{1}+m_{2}}}.}
En substituant ceci dans le lagrangien on obtient
{\displaystyle L={1 \over 2}\mu \mathbf {\dot {r}} ^{2}-V(r),}
un nouveau lagrangien pour une particule de masse réduite :
{\displaystyle \mu ={\frac {m_{1}m_{2}}{m_{1}+m_{2}}}.}
Nous avons donc réduit le problème initial à deux corps à un problème simplifié à un corps.